# Israel López
Israel López (Ciudad de México, México; 29 de septiembre de 1974) es un exfutbolista de nacionalidad mexicana, jugó como mediocampista; poseedor de buen tiro de larga y media distancia.

## Trayectoria
Nacido en Ciudad de México, debutó con los Pumas de la UNAM, en la temporada 1993-1994, en un encuentro entre la UNAM y el Atlante, siendo este un punto de partida en su carrera, ya que para las siguientes temporadas, prácticamente sería inamovible en el cuadro Puma, donde sería compañero de Braulio Luna y Rafael García Torres.
Para el Torneo de Invierno 2001, sería vendido a las Chivas de Guadalajara equipo con el que jugaría el Torneo Invierno 2001 y Verano 2002.
En el torneo Apertura 2002 llegaría al Toluca bajo las órdenes de Ricardo Lavolpe, López sería un jugador muy importante en El Cuadro Rojo, levantaría su primer título en Primera División (Apertura 2002) y la Copa de Campeones de la CONCACAF 2003. Cuando el Tuca Ferretti llegó a la dirección de los Diablos Rojos del Toluca, López consiguió con el club el título de Campeón de Campeones 2002-2003.
Bajo la dirección de Américo Gallego, lograría su segundo campeonato con Toluca Apertura 2005 y la copa de Campeón de Campeones 2005-2006.
Para el Torneo de Apertura 2006 sería fichado para reforzar a Cruz Azul.
En el cual disputó 2 liguillas la primera donde los echaron fuera debido a la alineación indebida de Salvador Carmona en instancias de semifinal y en la segunda donde en cuartos de final en la que Atlante les ganó por un 3-1 marcador global.
Un año más tarde volvería al Toluca equipo en el que juega actualmente el interliga 2008, en ese mismo año, obtuvo un nuevo título del balompié mexicano (Torneo Apertura 2008). Nuevamente con el equipo que ha hecho su historia un poco más grande de lo que ya era, el Deportivo Toluca.
- Israel López tiene una gran rivalidad con el también mexicano Cuauhtémoc Blanco, dándose frecuentes roces en los encuentros que disputan.

- Aunque no es un delantero su promedio de goles es de uno cada 11.86 partidos.

El 3 de junio de 2012 anuncia su retiro del fútbol tras 20 años de carrera futbolística.

### Clubes
| Club                      | País                | Año         | Partidos | Goles | Media |
| ------------------------- | ------------------- | ----------- | -------- | ----- | ----- |
| Club Universidad Nacional | México              | 1993 - 2001 | 238      | 12    | 0.05  |
| C.D. Guadalajara          | México              | 2001 - 2002 | 35       | 4     | 0.11  |
| Deportivo Toluca          | México              | 2002 - 2006 | 149      | 20    | 0.13  |
| Cruz Azul F.C.            | México              | 2006 - 2007 | 56       | 3     | 0.05  |
| Deportivo Toluca          | México              | 2008 - 2009 | 79       | 6     | 0.08  |
| Cruz Azul F.C.            | México              | 2010        | 13       | 0     | 0     |
| Club Necaxa               | México              | 2010        | 11       | 0     | 0     |
| Estudiantes U.A.G.        | México              | 2011        | 17       | 3     | 0.18  |
| Querétaro F.C             | México              | 2011 - 2012 | 18       | 0     | 0     |
| Total en su carrera       | Total en su carrera | 1993 - 2012 | 616      | 48    | 0.08  |

## Selección nacional

### Categorías menores
Sub-23
Fue convocado como refuerzo mayor de 23 años para los Juegos Olímpicos de Atenas 2004.
| Torneo                | Sede   | Resultado    |
| --------------------- | ------ | ------------ |
| Juegos Olímpicos 2004 | Grecia | Primera fase |

### Absoluta
Su primer llamado a la Selección Mexicana, fue durante la Copa USA 2000, con el director técnico Hugo Sánchez el encargado de llevar la dirección en dicha competencia. Fueron llamados el comando puma esto porque los Pumas de la UNAM, fueron designados para disputar los encuentros de dicho evento. 
Durante era La Volpe el 4 de febrero de 2003, justo en la primera convocatoria del argentino para el partido México 0-1 Argentina y jugando veintinueve encuentros y estuvo en la lista preliminar de veintiséis jugadores que asistirían a la Copa del Mundo, aunque finalmente fue descartado para participar en Alemania 2006. 
Nuevamente Hugo Sánchez lo convocó para disputar dos encuentros amistosos, frente a Venezuela y Ecuador, siendo esta su participación más reciente.
Participaciones en fases finales
| Competición                     | Categoría | Sede           | Resultado        | Partidos |
| ------------------------------- | --------- | -------------- | ---------------- | -------- |
| Copa USA 2000                   | Absoluta  | Estados Unidos | Tercer lugar     | 3        |
| Copa de Oro de la Concacaf 2005 | Absoluta  | Estados Unidos | Cuartos de final | 2        |
| Total                           | –         | –              | –                | 5        |

Partidos internacionales
| #  | Fecha                   | Rival             | Sede             | Estadio                       | Resultado | Competición                     |
| -- | ----------------------- | ----------------- | ---------------- | ----------------------------- | --------- | ------------------------------- |
| 1  | 4 de junio de 2000      | Irlanda           | Nueva Jersey     | Memorial Stadium              | 2 - 2     | Copa USA 2000                   |
| 2  | 6 de junio de 2000      | Sudáfrica         | Los Ángeles      | Los Angeles Memorial Coliseum | 4 - 2     | Copa USA 2000                   |
| 3  | 11 de junio de 2000     | Estados Unidos    | Los Ángeles      | Los Angeles Memorial Coliseum | 0 - 3     | Copa USA 2000                   |
| 4  | 4 de febrero de 2003    | Argentina         | Los Ángeles      | Memorial Coliseum             | 0 - 1     | Amistoso                        |
| 5  | 12 de febrero de 2003   | Colombia          | Phoenix          | Bank One Ballpark             | 0 - 0     | Amistoso                        |
| 6  | 26 de marzo de 2003     | Paraguay          | San Diego        | Estadio Qualcomm              | 1 - 1     | Amistoso                        |
| 7  | 30 de abril de 2003     | Brasil            | Carson           | StubHub Center                | 0 - 0     | Amistoso                        |
| 8  | 8 de mayo de 2003       | Estados Unidos    | Houston          | Reliant Stadium               | 0 - 0     | Amistoso                        |
| 9  | 19 de noviembre de 2003 | Islandia          | San Francisco    | Bank One Ballpark             | 0 - 0     | Amistoso                        |
| 10 | 18 de febrero de 2004   | Chile             | Carson           | The Home Depot Center         | 1 - 1     | Amistoso                        |
| 11 | 10 de marzo de 2004     | Ecuador           | Tuxtla Gutiérrez | Estadio Víctor Manuel Reyna   | 2 - 1     | Amistoso                        |
| 12 | 31 de marzo de 2004     | Costa Rica        | Carson           | The Home Depot Center         | 2 - 0     | Amistoso                        |
| 13 | 28 de abril de 2004     | Estados Unidos    | Pasadena         | Estadio Rose Bowl             | 1 - 0     | Amistoso                        |
| 14 | 6 de octubre de 2004    | San Vicente       | Pachuca          | Estadio Hidalgo               | 7 - 0     | Clasificación Mundial 2006      |
| 15 | 10 de octubre de 2004   | San Vicente       | Kingstown        | Estadio Arnos Vale            | 1 - 0     | Clasificación Mundial 2006      |
| 16 | 23 de febrero de 2005   | Colombia          | Sinaloa          | Estadio Banorte               | 1 - 1     | Amistoso                        |
| 17 | 9 de marzo de 2005      | Argentina         | Los Ángeles      | StubHub Center                | 1 - 1     | Amistoso                        |
| 18 | 8 de julio de 2005      | Sudáfrica         | Carson           | The Home Depot Center         | 1 - 2     | Copa de Oro de la Concacaf 2005 |
| 19 | 12 de julio de 2005     | Jamaica           | Houston          | Reliant Stadium               | 1 - 0     | Copa de Oro de la Concacaf 2005 |
| 20 | 8 de octubre de 2005    | Guatemala         | San Luis Potosí  | Estadio Alfonso Lastras       | 5 - 2     | Clasificación Mundial 2006      |
| 21 | 12 de octubre de 2005   | Trinidad y Tobago | Puerto España    | Estadio Hasely Crawford       | 1 - 2     | Clasificación Mundial 2006      |
| 22 | 26 de octubre de 2005   | Uruguay           | Guadalajara      | Estadio Jalisco               | 3 - 1     | Amistoso                        |
| 23 | 5 de mayo de 2006       | Venezuela         | Pasadena         | Estadio Rose Bowl             | 1 - 0     | Amistoso                        |
| 24 | 29 de marzo de 2006     | Paraguay          | Chicago          | Soldier Field                 | 2 - 1     | Amistoso                        |
| 25 | 28 de febrero de 2007   | Venezuela         | San Diego        | Qualcomm Stadium              | 3 - 1     | Amistoso                        |
| 26 | 28 de marzo de 2007     | Ecuador           | Oakland          | McAfee Coliseum               | 4 - 2     | Amistoso                        |

## Palmarés

### Campeonatos nacionales
| Título           | Club   | País   | Año  |
| ---------------- | ------ | ------ | ---- |
| Primera División | Toluca | México | 2002 |
| Primera División | Toluca | México | 2005 |
| Primera División | Toluca | México | 2008 |

### Copas internacionales
| Título                  | Club   | País   | Año  |
| ----------------------- | ------ | ------ | ---- |
| Copa Campeones CONCACAF | Toluca | México | 2003 |

### Campeonatos amistosos internacionales
| Título            | Club      | País           | Año  |
| ----------------- | --------- | -------------- | ---- |
| Copa Panamericana | Cruz Azul | Estados Unidos | 2007 |

### Distinciones individuales
| Distinción                                    | Año  |
| --------------------------------------------- | ---- |
| Goleador de la Copa Panamericana con 3 goles. | 2007 |